# デュフォー 4

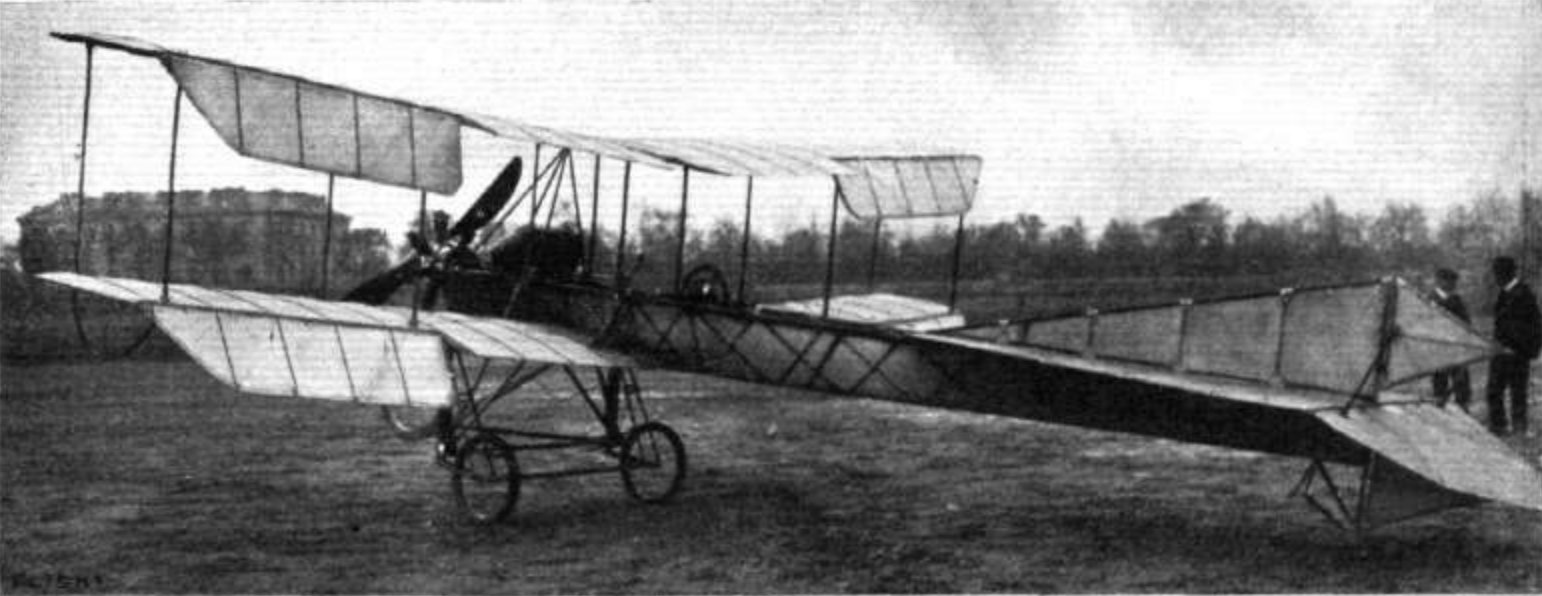
Dufaux 4

デュフォー 4（Dufaux 4）は、スイスで1909年に製作された実験的飛行機である。アーマン・デュフォー（Armand Dufaux）とアンリ・デュフォーの兄弟の製作した3番目の機体である。1910年レマン湖を横断する66 kmの飛行に成功した。

## 概要
機体は当時の標準的な構造で2組の翼間支柱で支えられた等しい翼幅でスタッガーのない（上下翼の前後位置が等しい）複葉機である。1909年の半ばに組立が始まり、スイス自動車協会が1 kmの周回飛行に成功したスイス製の飛行機に与える賞金の獲得をめざした。
12月初め、コルシエ（Corsier）の野原で飛行テストを始め、数回のジャンプはできたが、飛行できなかった。テスト場が狭く離陸に必要な速度に達するのに十分な広さがないと考えたデュフォー兄弟はフランスに近いベリー（Viry）に移し、1909年12月16日に飛行に成功した。翌日の飛行で、15 mの高度で旋回しようとして、横滑りして墜落した。主翼とプロペラは破損したが、操縦していたアンリは無傷であった。
1910年5月スイス陸軍にデモを行うが採用されなかった。1910年8月28日サン･ガンゴルフ（St.Gingolph）からジュネーヴまでの66 kmを、56分5秒かけて飛行に成功した。Perrot-Duval Companyからの5,000スイス・フランの賞金を獲得した。機体はスイス交通博物館に展示された。

## 仕様

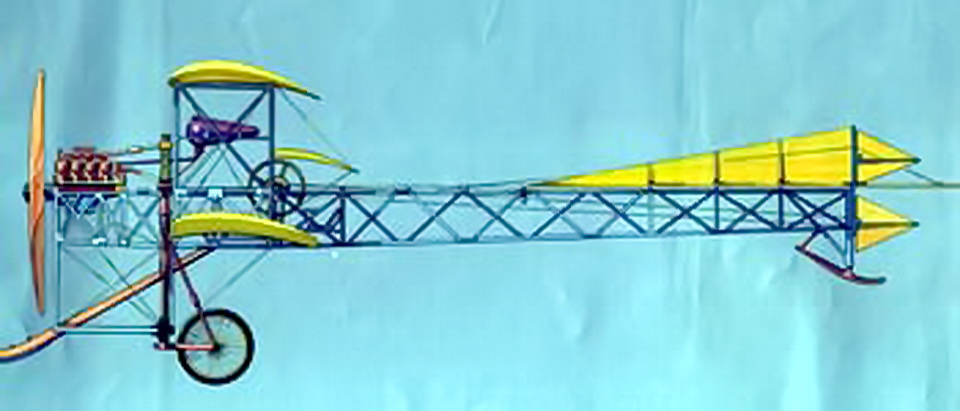
Dufaux 4

- 乗員：1名
- 全長：9.50 m
- 翼幅：8.50 m
- 翼面積：124.0 m²
- 機体重量：180 kg
- エンジン：アンザニ 25 hp
- 最大速度： 60 km/h